# كيفن هوفمان
كيفن هوفمان (بالألمانية: Kevin Hoffmann)‏ (6 يونيو 1995 في ألمانيا - ) هو لاعب كرة قدم ألماني في مركز الهجوم. لعب مع غرويتر فورت.

## وصلات خارجية
- كيفن هوفمان على موقع قاعدة بيانات كرة القدم.إي يو (الإنجليزية)
- كيفن هوفمان على موقع بيانات كرة القدم. دي إي (الألمانية)
- كيفن هوفمان على موقع عالم كرة القدم.نت (الإنجليزية)